# クレイユ空軍基地
クレイユ第110空軍基地「ギー・ド・ラ・オリ中佐」（フランス語：Base aérienne 110 Creil、Lieutenant-colonel Guy de La Horie）は、フランス共和国ピカルディ地域圏オワーズ県クレイユに所在するフランス空軍の飛行場。飛行場に離着陸する軍民双方の航空機は有視界飛行方式の制限を受けている。

## 歴史
1938年には観光飛行のために利用されていたが、1939年から1940年までフランス空軍によって使用される。
1951年から1958年にかけて空軍基地として近代化工事を受け利用される。1954年6月1日にはデ・ハビランド バンパイア戦闘機を装備する第10航空団が編成される。1955年7月13日に第10航空団でダッソー ミステールIIC戦闘機の試験飛行を実施している。1956年3月1日に第10戦闘航空団第1飛行隊「ヴァロワ」が編成され、翌1957年12月にミステールIVA戦闘機が配備される。1958年5月28日にダッソー SMB.2戦闘機が到着し、同年12月に第10航空団第2戦闘飛行隊「セーヌ」に同機が配備される。
1961年10月、シュド・ウェスト ボートゥール戦闘機を装備する第30航空団第1戦闘飛行隊「ロワール」が第10航空団に編入される。1962年7月に第30航空団第1戦闘飛行隊「ランス」が指揮下におかれる。1965年6月、第91航空団第3爆撃飛行隊にミラージュIVA戦略爆撃機が配備され、同年1月24日に最初のミラージュIIIC戦闘機が第10航空団第2戦闘飛行隊に配備される。
1974年7月に最後のSMB.2戦闘機が退役する。1974年8月1日、ミラージュIIIC戦闘機が第10戦闘航空団第1飛行隊に配備される。1976年6月に第91航空団第3爆撃飛行隊が解隊される。1978年11月には第10航空団第3戦闘飛行隊のミラージュIIIC戦闘機がジブチへ出発する。
1981年9月28日、第10航空団第1戦闘飛行隊にミラージュF1C戦闘機が到着する。1985年3月29日に第10航空団第1戦闘飛行隊「ヴェロワ」が同年5月に解隊されるため第30航空団第1戦闘飛行隊に「ヴェロワ」が引き継がれる。1985年6月27日、正式に第10航空団の解隊式典が実施され、翌7月1日に基地は閉鎖されるも、1990年3月1日に再開されている。

## 配置部隊
- 空軍
  - 第01.062輸送飛行隊「ヴェルコール」
  - 第03.060輸送飛行隊「エストレル」
- その他の機関
  - 34/664目標国家センター